# حریم رودخانه

تعرض به حریم رودخانه در شهر طالقان

بیشتر تمدن‌ها در کنار رودخانه‌ها به وجود آمدند. انسان‌های اولیه نیز این را فهمیده بودند که برای استفاده بهینه از منابع رودخانه باید حریم آن را حفظ کرد. به مرور زمان و با دور شدن انسان‌ها از رودخانه‌ها این پیوند تا حدی از بین رفت و با اجرای طرح‌های عمرانی، شهرک‌سازی در حریم رودخانه باعث از بین رفتن محیط زیست شد.

## تعریف حریم
اطراف رودخانه، مسیل، نهر یا برکه طبیعی که بعد از بستر قرار دارد. حریم رودخانه‌های طبیعی چه آب فصلی باشد و چه آب دایمی باشد بین ۱ تا ۲۰ متر است.

## ساخت و ساز در حریم
رودخانه‌ها و مناطق اطراف آن جزو مناطقی هستند که برای امکاناتی که دارند مورد توجه ساخت و ساز گرفته‌اند که مهمترین آن‌ها نزدیک بودن و در دسترس بودن آب است. اگر ساخت و ساز در کنار رودخانه انجام شود در وقوع سیل می‌تواند خسارت‌های زیادی را وارد کند. به این حالت که در کنار رودخانه‌ها ساخت و ساز انجام می‌شود تعرض به حریم رودخانه می‌گویند.

## تعرض به حریم رودخانه در قانون
بر پایه قانون هرگونه ساخت و ساز در برابر رودخانه و مناطق حفاظت شده ممنوع است و طبق این قانون نباید ساخت و ساز در این گونه مکان‌ها انجام گیرد.

## خطرات
برداشت بی‌رویه شن و ماسه برای ساخت و ساز باعث سیل می‌شود. رعایت حریم رودخانه موجب سلامتی شده و خسارت ناشی از سیل را کاهش می‌دهد.